# Zanders Papierfabrik
Die Zanders Paper GmbH  war eine Papierfabrik in Bergisch Gladbach, Nordrhein-Westfalen an der Strunde. Sie ging auf die 1829 gegründete Papierfabrik J. W. Zanders zurück.
Im Eingangsbereich zur Verwaltung des Unternehmens befand sich die ehemalige Gohrsmühle, eine der Mühlen an der Strunde, die mit drei Wasserrädern Papier schöpfte. Nach ihr ist die Straße An der Gohrsmühle benannt.

## Geschichte

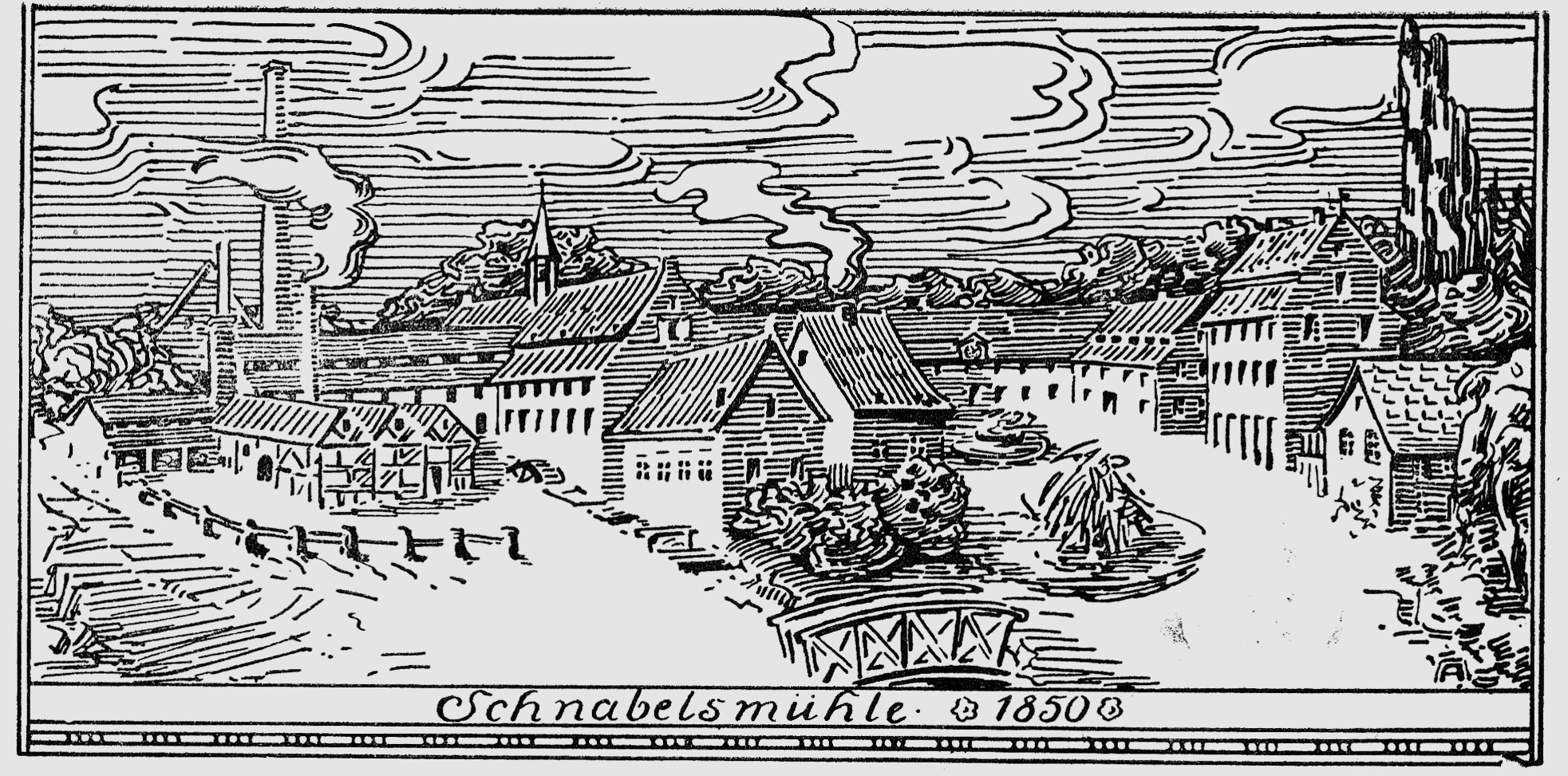
Schnabelsmühle, Holzstich um 1850

Die Papierfabrik geht auf eine Papierfabrikation in der Schnabelsmühle am Strunderbach (früher Quirlsmühle genannt) zurück, die bereits 1582 von dem Kaufmann Phillip von Fürth konzessioniert wurde. Nach einer wechselvollen Geschichte kam es 1820 zum Nachlasskonkurs. 1822 gründeten der aus wohlhabendem Haus stammende junge Düsseldorfer Forstbeamte Johann Wilhelm Zanders und Gottfried Fauth, der Sohn des vormaligen Eigentümers, die Firma Fauth & Zanders. Nach dem Tod seines Kompagnons, mit dem er verwandtschaftlich verbunden war, übernahm Zanders 1829 die Papierfabrik unter dem Firmennamen J. W. Zanders als alleiniger Eigentümer. Diese Jahreszahl wird in der Geschichtsschreibung des Unternehmens als Gründungsdatum angenommen.
Im Jahr 1831 starb Zanders. Das Unternehmen wurde von seiner Witwe Julie Zanders weitergeführt. 1848 trat der älteste Sohn des Paares Carl Richard Zanders in die Papierfabrik ein. 1860 wurde in der Schnabelsmühle eine Papiermaschine aufgestellt, 1865 pachtete Zanders von den Erben Fues die Gohrsmühle, kaufte sie 1868 und begann mit der Zellstoffherstellung aus Stroh. Zum Programm gehörte auch die Produktion von hochwertigen, hadernhaltigen Briefpapieren mit dem Wappen der Gohrsmühle. Nach dem Tod von C. R. Zanders führte seine Witwe Maria Zanders das Unternehmen fort, die 1876 die Dombacher Papierfabrik AG erwarb. Die Söhne Hans Wilhelm und Richard Zanders erweiterten das Werk 1893 erheblich und nahmen 1895 die Produktion von Kunstdruckpapier auf, wozu eine Streichmaschine aufgestellt wurde.

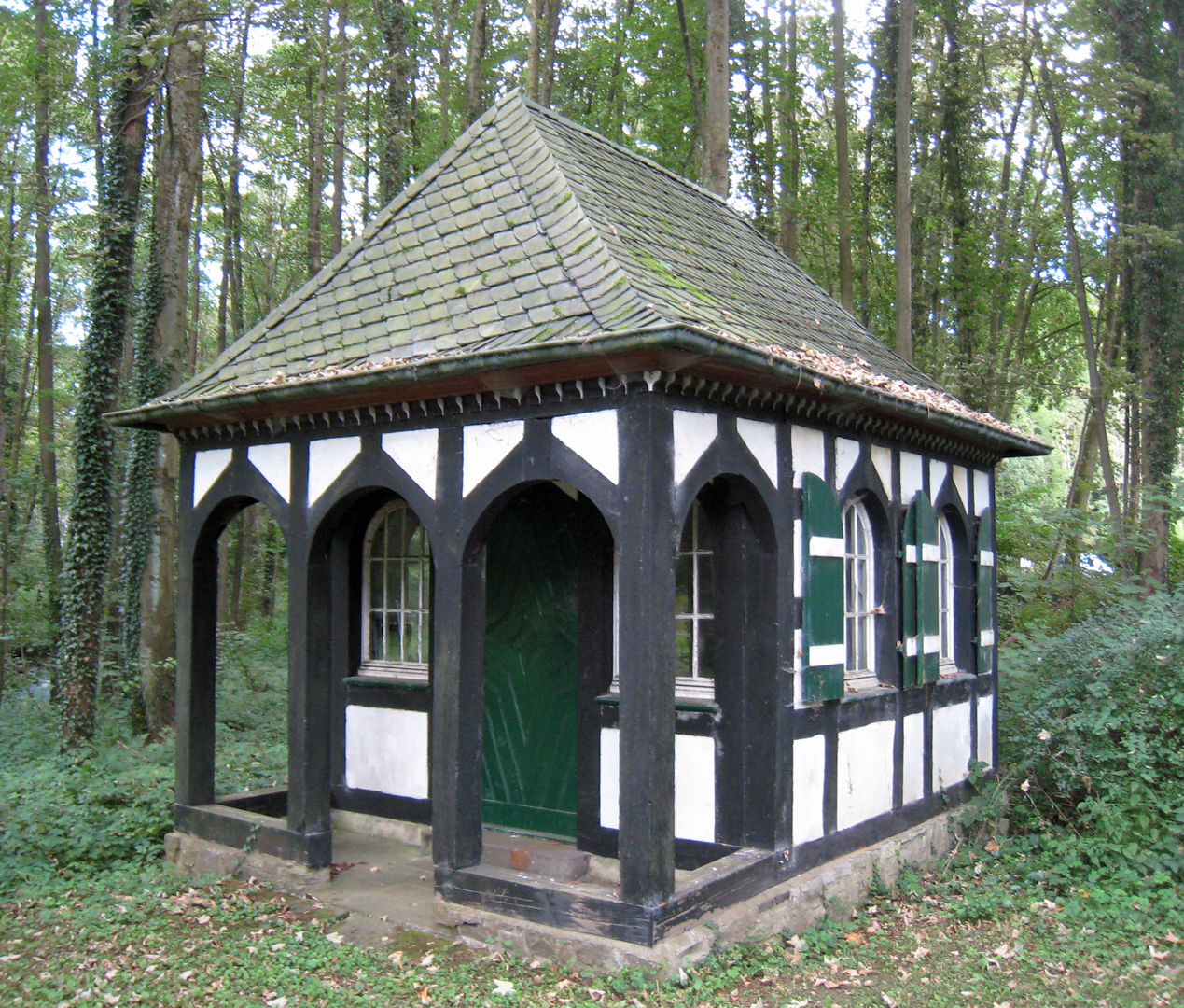
Pumpenhaus für die Wasserleitung der Papierfabrik Zanders; Papiermuseum Alte Dombach (2016)

Um die Wasserversorgung sicherzustellen, wurden seit 1900 zahlreiche Grundstücke im Tal der Strunde erworben, wo man durch Brunnen das Grundwasser förderte. Außerdem erwarb man 1904 zum gleichen Zweck die Grubenrechte mehrerer inzwischen stillgelegter Gruben, aus denen man das Wasser abpumpte.
Auf der Weltausstellung 1910 in Brüssel erhielt Alexe Altenkirch (Werbegrafikerin und „Reklame-Leiterin“ bei Zanders von 1906 bis 1932) für die Gestaltung des Standes von Zanders eine Goldmedaille. Sie gestaltete auch 1928 denZandersstand und den der deutschen Papierindustrie auf der Internationalen Presse-Ausstellung Pressa.
Mit dem Eintritt von Johann Wilhelm Zanders II in das Unternehmen 1929 wurde durch Dominikus Böhm ein Kraftwerk mit zwei Turbinen erbaut und die veraltete Anlage Dombach stillgelegt. Ab 1936 leitete Karl Richard Zanders gemeinsam mit seinem Bruder Johann Wilhelm das Unternehmen. Nachdem Karl Richard im Zweiten Weltkrieg gefallen war, traten zunächst seine Frau Renate und die Söhne Hans Wolfgang († 2023) und Alexander Christoph (gen. Axel) Zanders in die Gesellschaft ein. Die Werksgebäude wurden im Zweiten Weltkrieg stark beschädigt, bis 1949 wiederhergestellt und bis 1954 modernisiert und erweitert. 1946 übernahm Johann Wilhelm gemeinsam mit Olga Zanders den Vorsitz der Geschäftsführung. 1956 wurde die Lizenz zur Herstellung von Chromolux-Papier erworben, dessen Produktion 1958 anlief und das zu einem wichtigen Umsatzbringer für Zanders werden sollte, insbesondere da 1960 dafür eine Streichmaschine mit der Überbreite von 300 cm in Betrieb genommen wurde.

### Übernahmen und Ausbau

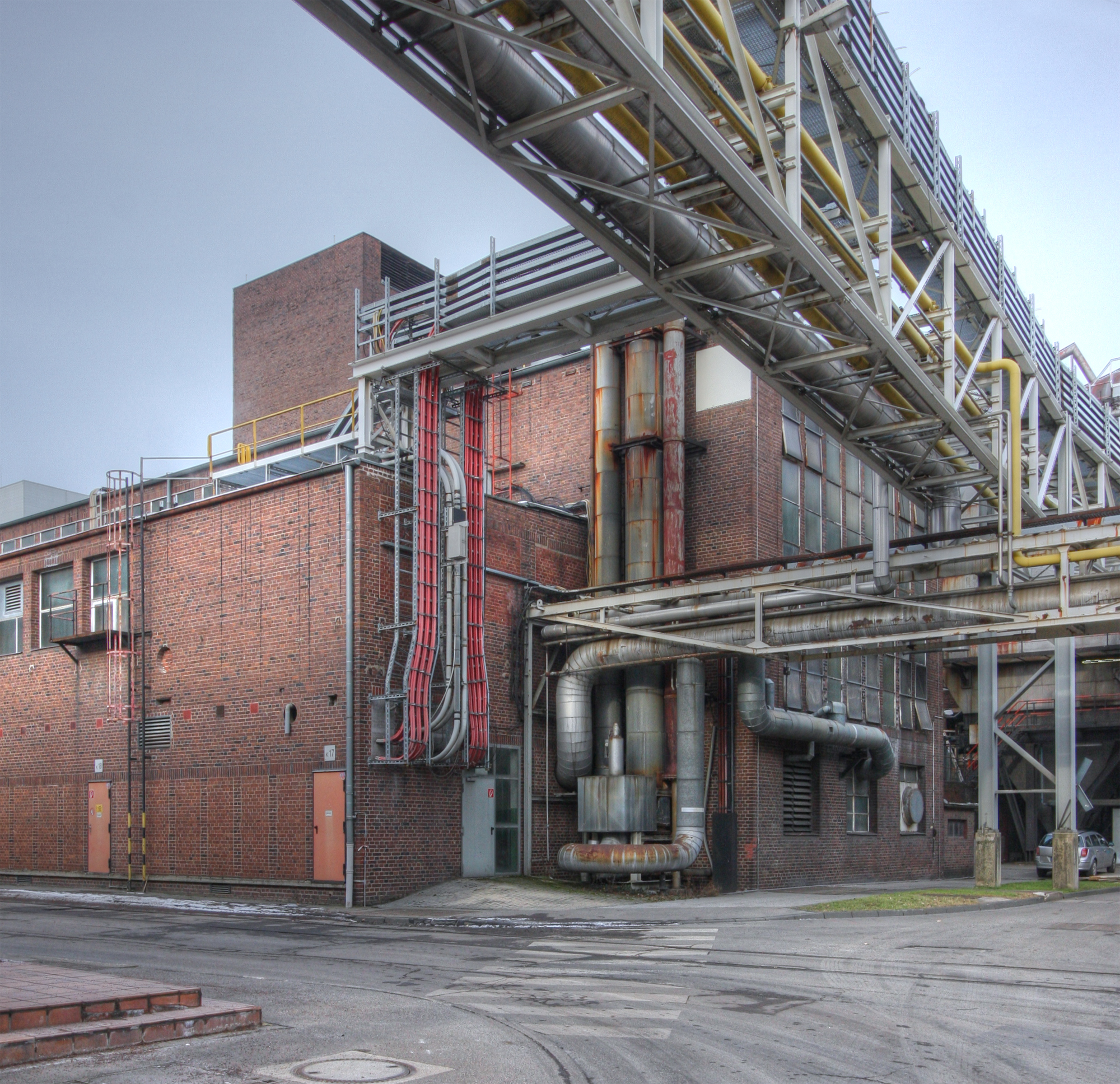
Kraftwerkhalle (2010)

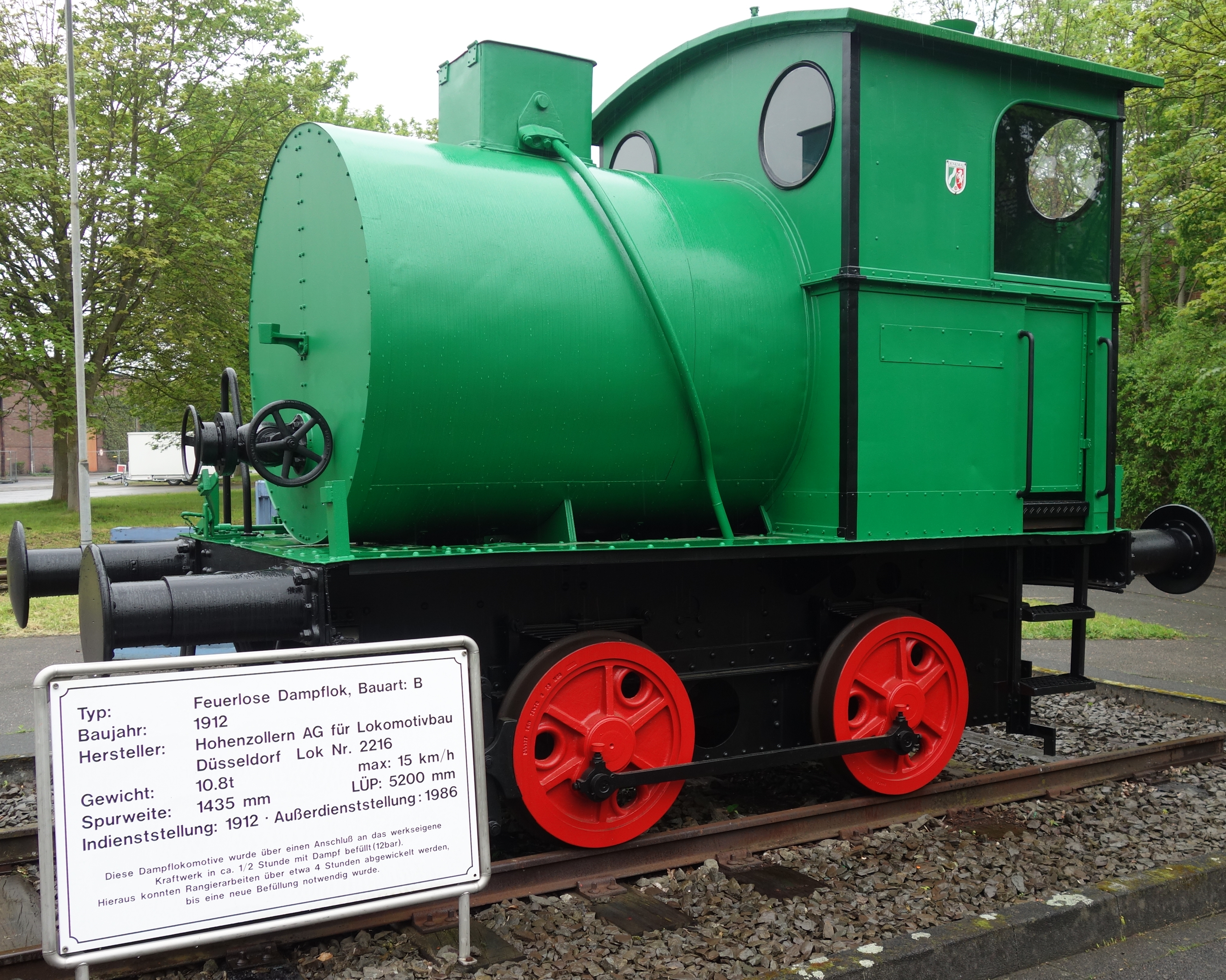
Restaurierte Dampfspeicherlokomotive von 1912 (2023)

1965 wurde die traditionsreiche, 1857 durch Felix Heinrich Schoeller gegründete Papierfabrik Felix Heinr. Schoeller in Düren übernommen. 1973 trat schließlich Hans Wolfgang Zanders in die Geschäftsführung ein, den Johann Wilhelm adoptiert hatte, nachdem er seine verwitwete Schwägerin Renate geheiratet hatte. Zusätzlich übernahm die Firma 1982 die Papierfabrik Neumühl, Hugo Albert Schöller in Düren-Birkesdorf mit zwei Papiermaschinen. Beide Dürener Betriebe wurden bei dieser Gelegenheit zusammengelegt. Am 5. September 1980 wurde das Familienunternehmen Zanders Feinpapiere GmbH &  Co. Bergisch Gladbach in eine Aktiengesellschaft (Zanders Feinpapiere AG) umgewandelt. Dieser Schritt war erforderlich, weil man ein Investitionsprogramm in Höhe von 200 Mio. DM auflegen wollte, um die Kapazitäten für die Herstellung von hochwertigen Feinpapieren der Marken „Chromolux“ und „autocopy“ weiter auszubauen.
1983 erfolgte der Gang an die Börse. Das Grundkapital wurde durch Inhaberaktien von 40 Mio. DM auf 60 Mio. DM erhöht. Im Jahr 1986 wurde die aus dem Jahr 1889 stammende Papiermaschine 4 (PM 4), die heute im Papiermuseum Alte Dombach in Bergisch Gladbach besichtigt werden kann, durch eine neue Papiermaschine 3 (PM 3) ersetzt. Durch den Bau eines neuen Kraftwerks und einer neuen Streichmaschine wurde die Logistik verbessert. Der Gesamtkapitalbedarf wurde mit rund 1 Milliarde DM ausgewiesen. Für die Erdarbeiten wurden rund 1000 Stahlbetonpfeiler im Bereich der ehemaligen Braunkohlengrube Johann Wilhelm ca. 30 m in die Tiefe getrieben, um auf festen Grund zu kommen. In dieser Bauphase erfolgte im November 1989 die Meldung, dass die Gesellschafter (persönlich haftend auch Hans Wolfgang Zanders) der J. W. Zanders KG, die mit 51 % die Mehrheit der Stammaktien hielt, das gesamte Vermögen einschließlich der der Firma Zanders gehörenden Immobilien und Rechte in der Gartensiedlung Gronauerwald an die International Paper Company, New York (IP) verkauft hatten. Erstmals hatte die IP damit einen Hersteller von Feinpapieren gekauft. Man machte keinen Hehl daraus, dass man beim Kauf in erster Linie an dem Namen Zanders interessiert gewesen sei, weil das Unternehmen seine Produkte über viele Jahre weltweit vermarktet und eine solide Marktposition aufgebaut habe. Im Juli 1992 konnte die neue Anlage in Betrieb genommen werden.

### Rückzug
Am 8. November 2000 erschien folgende Presseerklärung: IP hat die Verhandlungen mit der finnischen Metsä-Serla Corporation über den Verkauf seiner Anteile an der Zanders Feinpapiere AG erfolgreich abgeschlossen. Der Kauf der Zanders-Anteile durch Metsä-Serla bedarf noch der Zustimmung durch die Europäische Kommission. Am 27. Juni 2002 beschloss die ordentliche Hauptversammlung der Zanders Feinpapiere AG die Übertragung der Aktien der Minderheitsaktionäre auf den Hauptaktionär, die M-real Deutsche Holding GmbH, gegen eine angemessene Barabfindung. Das Unternehmen wurde später in eine GmbH umgewandelt und erhielt den Namen M-real Zanders GmbH. Am 26. April 2012 kam es zu einer Änderung der Eintragung im Handelsregister mit dem neuen Namen Metsä Board Zanders GmbH.
Nachdem man im Dürener Reflex-Werk bereits verschiedene Sparten an andere Papierhersteller verkauft hatte, wurde im Januar 2012 die Premium-Papier-Sparte von M-real an die Hahnemühle FineArt GmbH verkauft, wie der Kölner Stadt-Anzeiger, die Bergische Landeszeitung sowie die Dürener Zeitung am 14. Januar 2012 berichteten.
Nachdem die Papierproduktion in der Gohrsmühle zuvor weitestgehend stillgelegt und nur noch die Produktion des Chromolux-Papiers fortgeführt wurde, verkündete Metsä Board im November 2012 die Einrichtung eines neuen Express Board Service Zentrums in Bergisch Gladbach unter dem Namen Metsä Board Zanders GmbH. Es wurde hier nun Faltschachtelkarton auf Formatware gemäß Kundenbestellung geschnitten, der in Finnland produziert und in großen Rollen nach Bergisch Gladbach transportiert wurde. Durch die zentrale Lage in Mitteleuropa versprach Metsä Board seinen Kunden kurze Lieferzeiten.
In der Nacht vom 14. auf den 15. Februar 2013 brach in einem Papierrollenlager von Metsä Board Zanders ein Großfeuer aus. Dabei wurden mehrere tausend Tonnen Faltschachtelkarton vernichtet und in der Folge musste die erst im Herbst 2012 in der Gohrsmühle begonnene Ausrüstung von Faltschachtelkarton für einige Zeit unterbrochen werden.
Am 17. Oktober 2013 wurde der Betriebsrat der Metsä Board Zanders GmbH für sein anhaltendes Engagement um die Erhaltung des Standortes Gohrsmüle im Rahmen des Zukunftsprojektes „Papierpark Zanders“ mit dem Deutschen Betriebsräte-Preis in Gold ausgezeichnet.

### Verkauf an Mutares
Im Mai 2015 wurde das Unternehmen an die Mutares AG verkauft und firmierte seitdem wieder unter dem Namen Zanders. Am 22. Juni 2018 beantragte die Zanders GmbH vor dem Kölner Amtsgericht das Insolvenzverfahren in Eigenverwaltung, diesem Antrag gab das Amtsgericht nicht statt, stattdessen wurde ein reguläres Insolvenzverfahren eröffnet. Das Unternehmen hatte zum Zeitpunkt der Insolvenz 500 Mitarbeiter.

### Verkauf an Terje Haglund
Teile der Vermögenswerte des insolventen Unternehmens wurden schließlich am 1. Dezember 2018 von einer Investorengruppe um den norwegischen Zellstoffunternehmer Terje Haglund übernommen, das Geschäft wurde weitergeführt unter der Zanders Paper GmbH. Vorab waren schon sämtliche Immobilien am Firmensitz in Bergisch Gladbach an die Stadt veräußert worden. Das Unternehmen wurde mit 300 Mitarbeitern fortgeführt.

### Endgültige Insolvenz
Ende April 2021 wurde die Papierfabrik endgültig geschlossen, auch die Zanders Paper GmbH meldete Insolvenz an. Die Maschinen und Anlagen, die sich noch im Eigentum der insolventen Zanders GmbH befanden, wurden versteigert.

## Stiftung Zanders
Losgelöst von der Zanders Paper GmbH existiert seit 1977 die Stiftung Zanders, die das Firmenarchiv der vorherigen J.W. Zanders AG und aller Vorgängerunternehmen sowie das Familienarchiv der Unternehmerfamilie Zanders unterhält.

## Straßenbezeichnung
Nach der Gohrsmühle hat man die Verbindungsstraße An der Gohrsmühle zwischen Hauptstraße und Schnabelsmühle benannt. Daneben tragen die Richard-Zanders-Straße, die Hans-Zanders-Straße, die Anna-Zanders-Straße und die Maria-Zanders-Anlage in Bergisch Gladbach Namen von Mitgliedern der Zanders-Familie.

## Denkmal des Monats
Der Rheinische Verein für Denkmalpflege und Landschaftsschutz hat am 24. Oktober 2012 die Papierfabrik Zanders an der Gohrsmühle zum Denkmal des Monats Oktober 2012 gekürt.